# پیر لند (تگزاس)
پیر لند، تگزاس(به انگلیسی: Pearland, Texas) شهری در ایالت تگزاس از ایالات جنوبی ایالات متحده آمریکا است. در سرشماری سال ۲۰۰۰، جمعیت این شهر ۹۰۷۰۰ نفر اعلام شد.